# 미코얀 MiG-29M

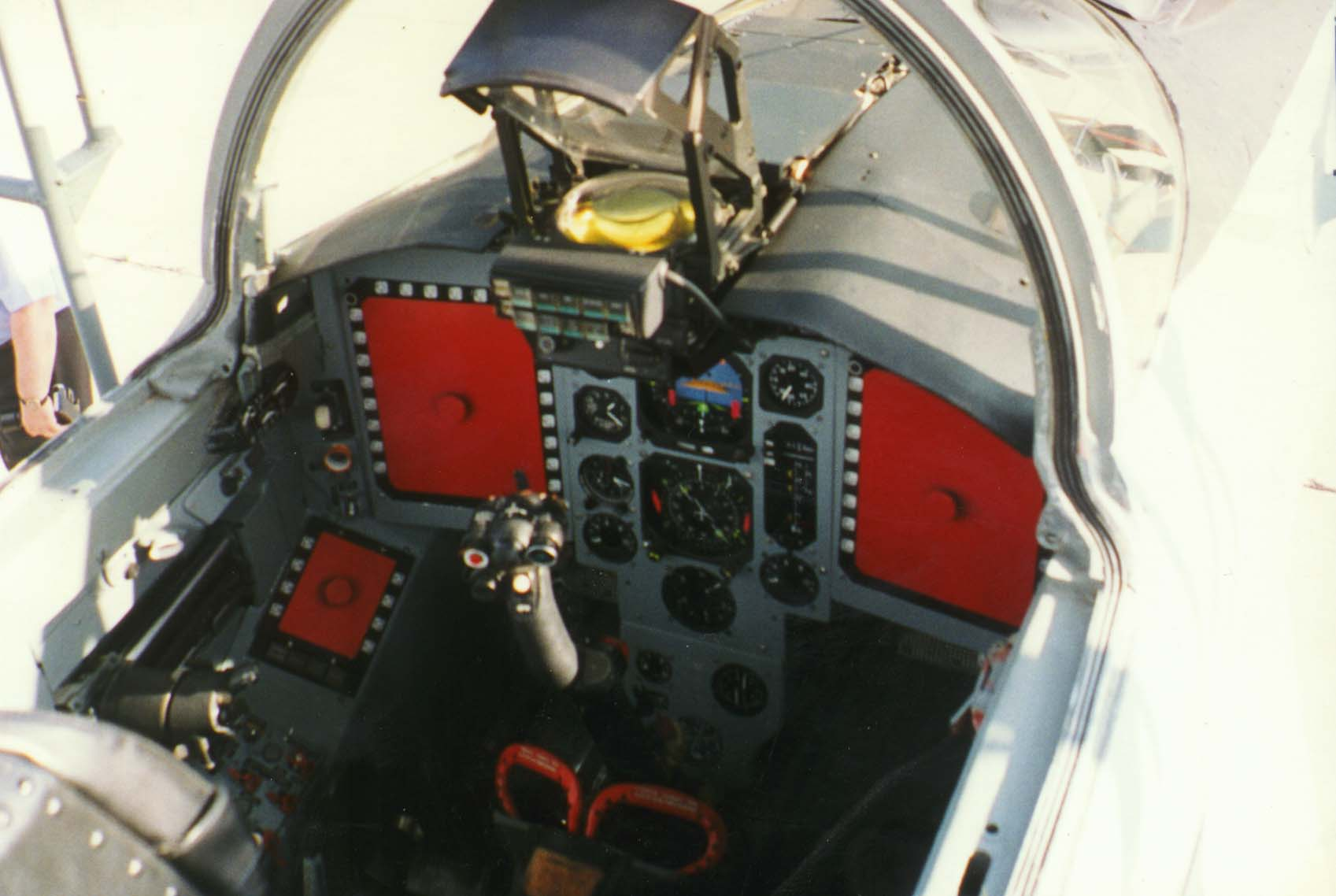
미그-29M의 디지털 조종석

미코얀 MiG-29M (나토명 "Fulcrum-E")는 러시아의 전투기이다. 처음에는 "MiG-33"이라고 불렸다. NATO에서 풀크럼(Fulcrum)으로 불리는 미코얀 MiG-29를 기계식 조종석에서 디지털 조종석으로 개조하고 엔진 출력을 9% 높였다. 종종 슈퍼 펄크럼이라고 부른다. 펄크럼은 미국의 F-16 팰컨과 동급인 최대이륙중량 20톤급의 다목적 전투기이다. 팰컨이 단발 엔진인데 비해 펄크럼은 쌍발 엔진인 점이 다르다. 러시아는 미코얀 MiG-35를 2018년 실전배치할 계획이며,현재는 미그-29M이 최신형이다.

## 제원 (MiG-29M/M2)
정보의 출처: MiG-29M data, Warfare.ru, Global Security
일반 특성
- 승무원: 1 or 2
- 길이: 17.37 m (57 ft)
- 날개폭: 11.4 m (37 ft 3 in)
- 높이: 4.73 m (15 ft 6 in)
- 날개면적: 38 m² (409 ft²)
- 공허중량: 13,380 kg (29,498 lb)
- 탑재중량: 17,500 kg (38,581 lb)
- 최대이륙중량: 22,400 kg (49,383.54 lb)
- 엔진: 2× Klimov RD-33MK 애프터버닝 터보팬, 9,000 kgf (88.26 kN, 19,840 lbf) 각각

성능
- 최대속도: 

  - High altitude: Mach 2.25 (2,400 km/h, 1,491 mph)[2]
  - Low altitude: Mach 1.4 (1,500 km/h, 932 mph)
- 최대항속거리: 2,000 km, 1,800 km (twin seat) (1,243 mi, 1,118 mi (twin seat))
- 상승한도: 17,500 m[4] (57,500 ft)
- 상승률: 330 m/s[2] (65,000 ft/min)
- 날개하중: 442 kg/m² (90.5 lb/ft²)
- 추력대중량비: 1.02

무장
- 1 × 30 mm GSh-30-1 기관포, 150발
- 날개하부 8개, 동체하부 1개 하드포인트, 5,500 kg (12,125 lb) 무장 가능
- 공대공 미사일: 8 × AA-11 단거리, 6 × AA-12 중거리
- 공대지 미사일: 4 × Kh-29T(TE), 4 × Kh-31A, 4 × Kh-31P, Kh-35E
- 정밀유도폭탄: 4 × KAB-500Kr
- 무유도폭탄: 4 × FAB-500
- 집속탄: 4 × RBK-250, 4 × RBK-500, 4 × RBK-750
- 무유도로켓: 4 × S-8 rocket pod, 6 × S-25 rockets

항공전자장비
- Phazotron Zhuk-ME radar

## 같이 보기
관련 개발
- 미코얀 MiG-29
- 미코얀 MiG-29K
- 미코얀 MiG-35

유사 항공기
- 청두 J-10
- 다소 라팔
- 유로파이터 타이푼
- F/A-18E/F 슈퍼 호넷
- JAS 39 그리펜
- JF-17 썬더